# 萊滕巴赫河
47°41′33″N 11°30′54″E / 47.692635°N 11.515088°E

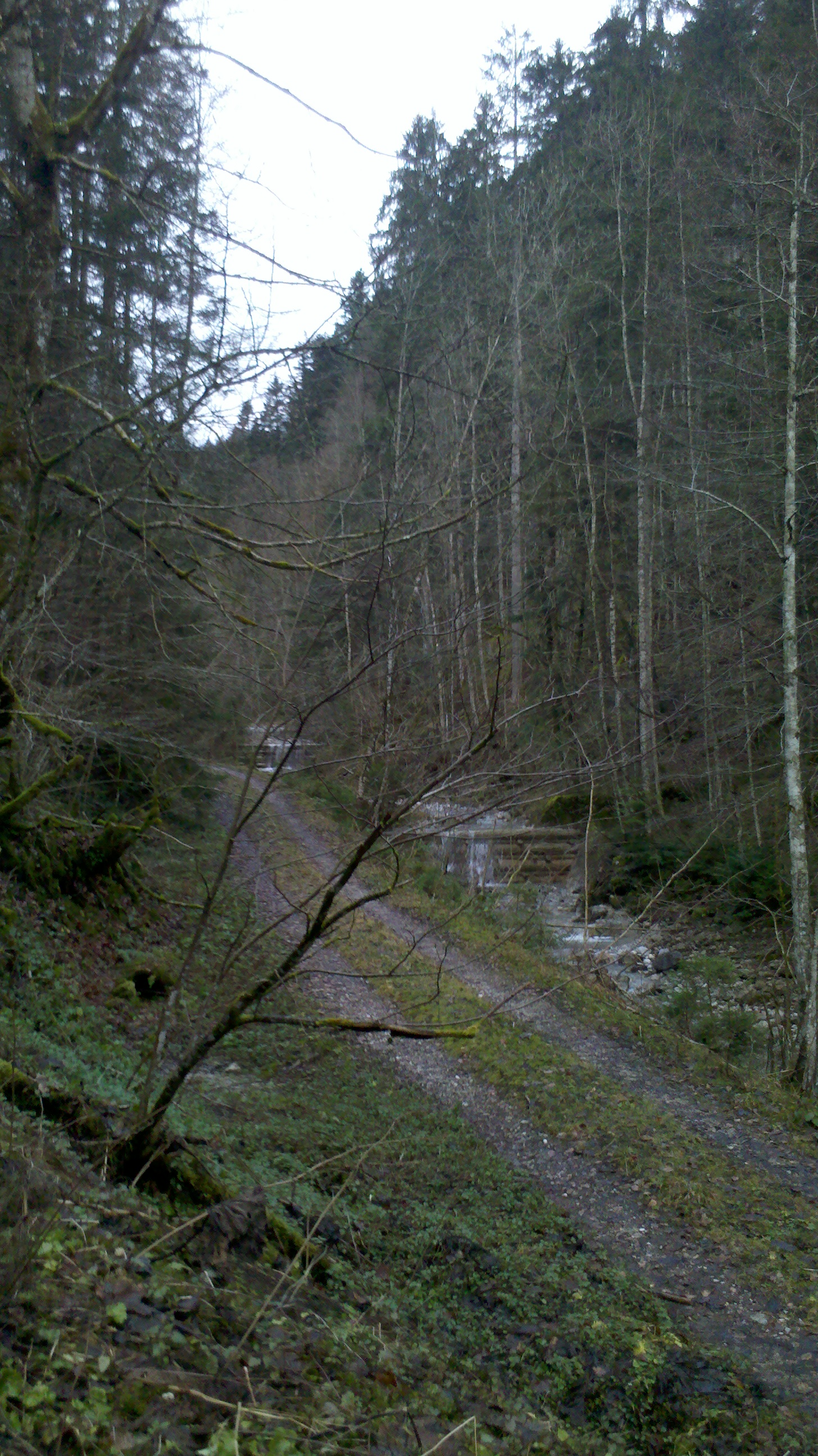

萊滕巴赫河（德語：Lettenbach），是德國的河流，位於該國東南部，由巴伐利亞負責管轄，屬於阿茨巴赫河的左支流，河道全長1.4公里，流經上巴伐利亞行政區。